# Erica herbacea
Erica herbacea (brezo de invierno, brezo de floración invernal, o brezo de primavera; es una especie de brezo nativo de las áreas montañosas del centro y el sur de Europa en el este de los Alpes, donde se puede encontrar en bosques de  coníferas o en laderas pedregosas. 

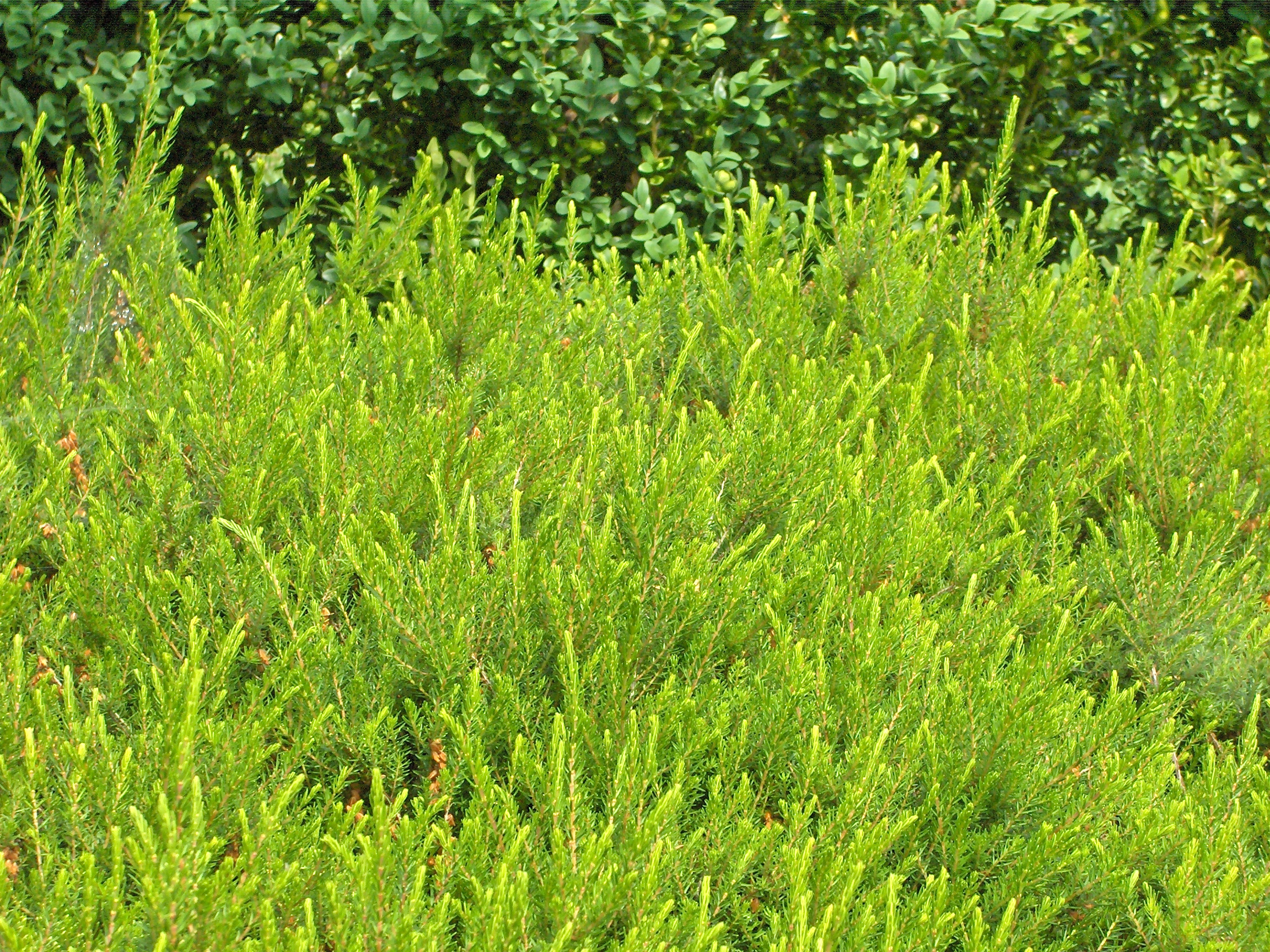
Erica carnea, cultivar de la serie 'Springwood'

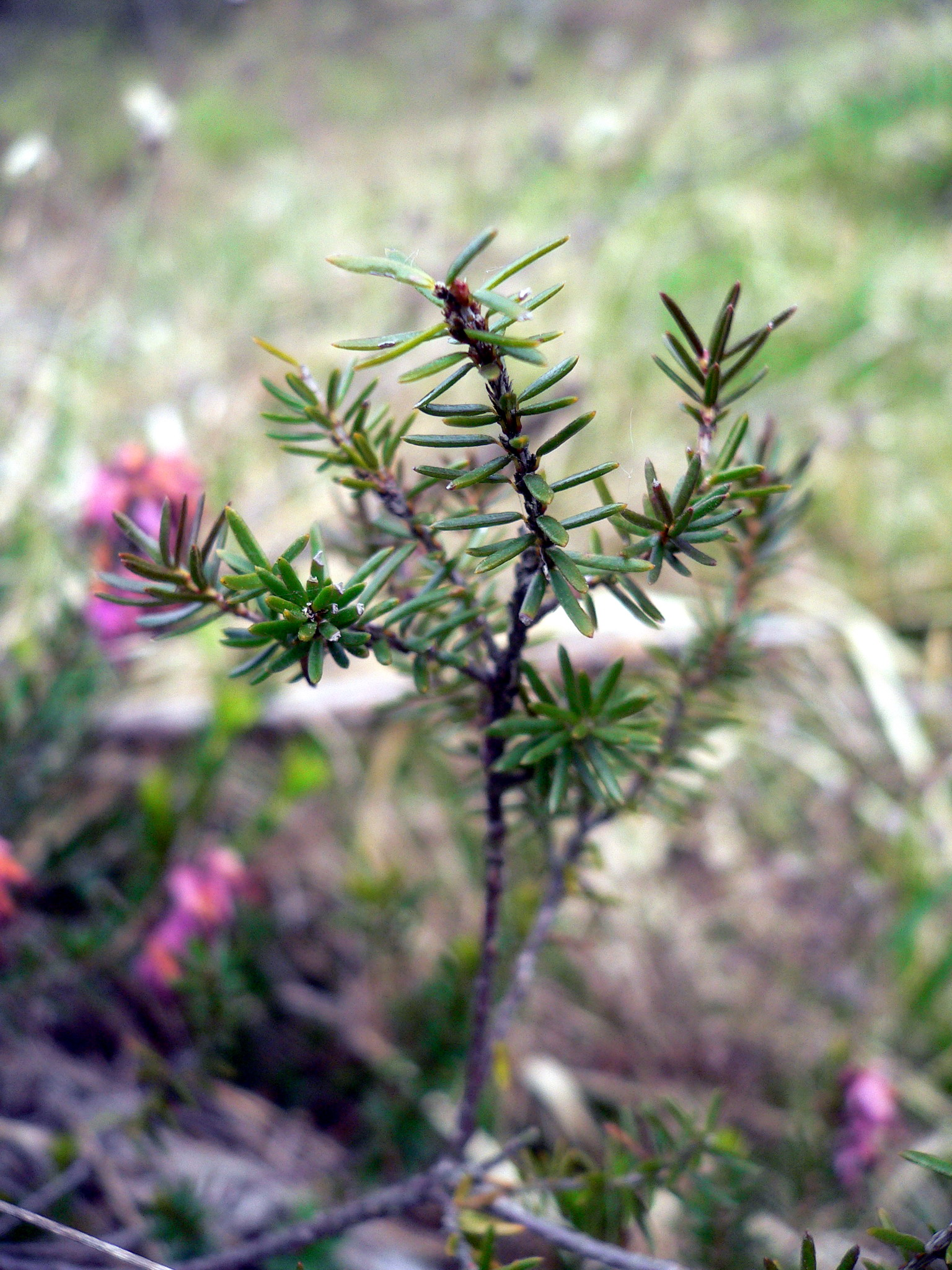
Tallos y hojas

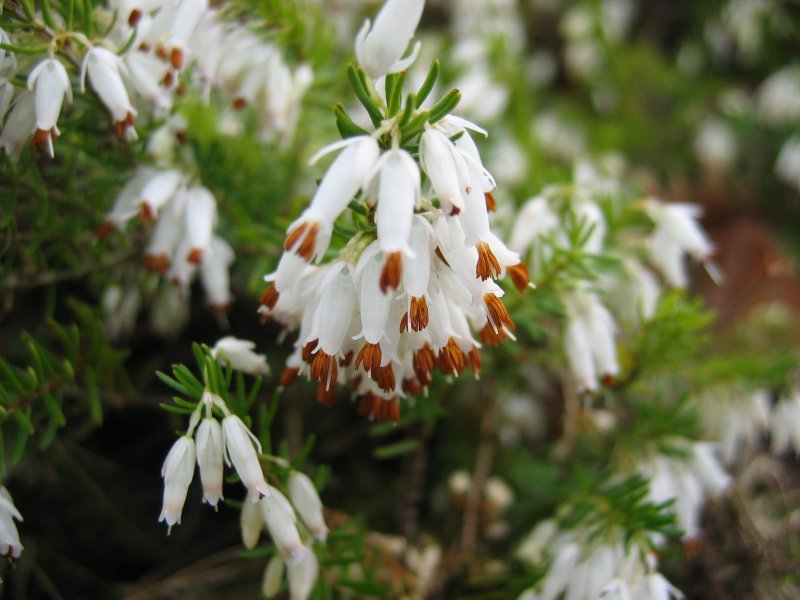
E. carnea var. alba

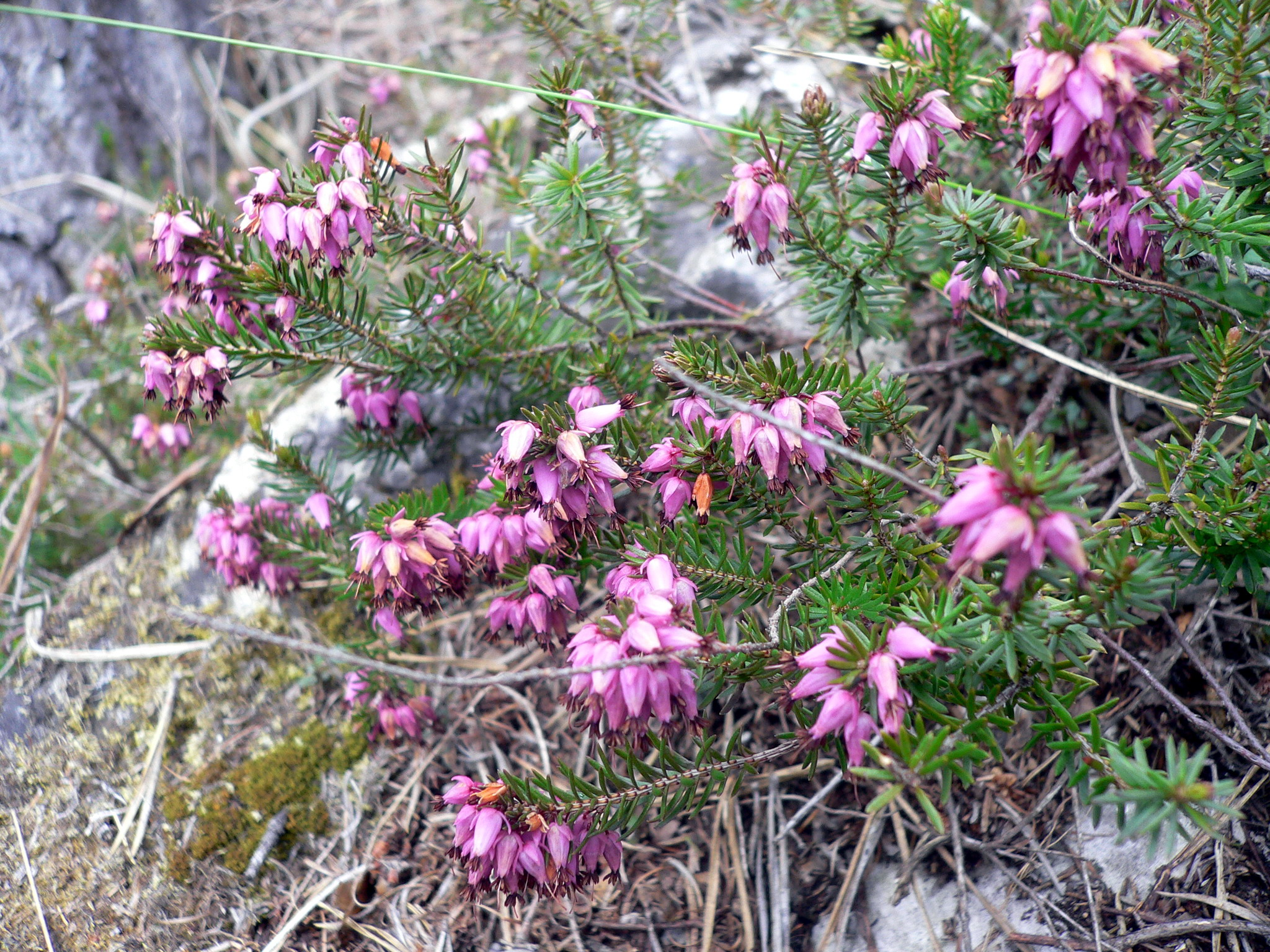
E. carnea

## Descripción
Es un pequeño arbusto de crecimiento lento, que alcanza de 10 a 25 cm de alto, perennifolio con hojas aciculares de 4 a 8 milímetros de largo, que se presentan en espirales de cuatro. Las flores se producen en racimos a finales del invierno o a inicios de la primavera, a menudo comenzando a florecer mientras que la planta todavía está cubierta de nieve; la flor individual tiene forma de campana, de 4 a 6 milímetros de largo, de color rojizo a rosado oscuro, raramente blanco.
El primer nombre publicado para la especie fue Erica herbacea; sin embargo, el nombre E. carnea (publicado tres páginas más adelante en el mismo libro) es tan ampliamente utilizado, y el nombre anterior tan poco usado, que una oferta formal para conservar el nombre E. carnea sobre E. herbacea fue aceptado por el Congreso Internacional de Botánica en 1999.

## Cultivo y usos
Se cultiva abundantemente como planta ornamental debido a su  floración invernal; sus más de 100 cultivares han sido  seleccionados por su variación en el color de la flor y de la hoja. La mayoría de las especies de Erica, son tolerantes de suelos calizos así como de los suelos ácidos, haciéndole una planta más fácil de cultivar en muchas áreas.
Entre sus cultivares más comunes se incluyen el ‘Aurea’, ‘Springwood Mix’, ‘Springwood White’ (blanco), ‘Winter Sport’

## Taxonomía
Erica herbacea, fue descrita por Carlos Linneo y publicado en Species Plantarum 1 352. 1753.
Citología
Número de cromosomas de Erica arborea (Fam. Ericaceae) y táxones infraespecíficos: 2n=24
Etimología
Erica: nombre genérico que deriva del griego antiguo ereíkē (eríkē); latínizado erice, -es f. y erica = "brezo" en general, tanto del género Erica L. como la Calluna vulgaris (L.) Hull, llamada brecina.
herbacea: epíteto latino que significa "como una hierba".
Sinonimia
- Erica carnea L.
- Erica herbacea f. alba (André) D.C.McClint.
- Erica lugubris Salisb.
- Erica mediterranea L.
- Erica mediterranea Rchb. ex Nyman
- Erica purpurascens L.
- Erica saxatilis Salisb.
- Ericoides herbaceum Kuntze
- Gypsocallis carnea D.Don
- Gypsocallis mediterranea D.Don
- Gypsocallis purpurascens D.Don